# The Mayor of 44th Street

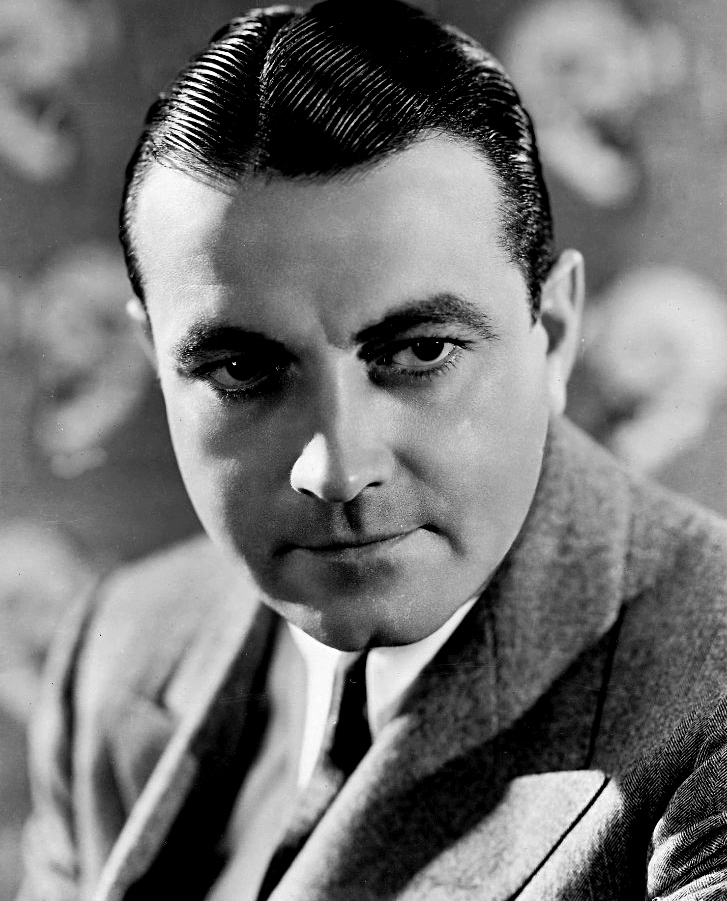
Richard Barthelmess estreou no cinema em 1916. Depois de ser o herói de vários filmes de D. W. Griffith, associou-se a Henry King, com quem fez seu melhor trabalho, Tol'able David, (1921). Sua estrela deixou de brilhar com a chegada do som. Abandonou as telas para sempre em 1942, ao alistar-se na Marinha como reservista. Faleceu de câncer na garganta, em 1963.

The Mayor of 44th Street (Brasil: O Prefeito da Rua 44 / Portugal: A Rua 44) é um filme estadunidense de 1942, do gênero drama musical, dirigido por Alfred E. Green e estrelado por George Murphy e Anne Shirley. O filme tenta combinar melodrama do submundo com música, com resultado pífio.
Mort Greene e Harry Revel escreveram sete canções, entre elas You're Bad for Me, A Million Miles from Manhattan e There's a Breeze on Lake Louise, que concorreu ao Oscar de Melhor Canção Original.

## Sinopse
Joe Jonathan é o novo operador de agência que empresaria bandas para bailes, em substituição a Ed Kirby, que está preso, acusado de chantagem. Joe recebe a ajuda da bela Jessey Lee e vai bem em seus negócios, até ser ameaçado por uma gangue de rua, liderada pelo delinquente juvenil Bits McKarg. As coisas pioram ainda mais quando Ed sai da prisão e quer reaver o comando da agência.

## Premiações
| Prêmio | Categoria              | Situação |
| ------ | ---------------------- | -------- |
| Oscar  | Melhor Canção Original | Indicado |

## Elenco
| Ator/Atriz          | Personagem    |
| ------------------- | ------------- |
| George Murphy       | Joe Jonathan  |
| Anne Shirley        | Jessey Lee    |
| William Gargan      | Tommy Fallon  |
| Richard Barthelmess | Ed Kirby      |
| Joan Merrill        | Vicky Lane    |
| Freddy Martin       | Freddy Martin |
| Rex Downing         | Bits McKarg   |
| Millard Mitchell    | Herman        |
| Mary Wickes         | Mamie         |
| Eddie Hart          | Gromm         |
| Roberta Smith       | Red           |
| Marten Lamont       | Advogado      |